# 宮川紗麻亜
宮川 紗麻亜（みやがわ さまあ、1983年8月17日 - ）は、日本の元女子インドアバレーボール選手、ビーチバレー選手。

## 来歴
山梨県韮崎市出身。八王子実践高校在学中の2000年には第31回春高バレー準優勝、2001年の第32回春高ベスト4などに大きく貢献した。
日本女子体育大学を経て、グリーン・サポート・システムズに入社。レフトエースとしてGSSサンビームズをVチャレンジリーグへ導いた。
2010年をもって同社を退社し、ビーチバレーに転向。2011年度のJBAツアー新人賞を獲得し、2013年の全日本メンバーに登録された。
2015年はビーチバレージャパン初代チャンピオン熊田康則の娘、熊田美愛と組む。
2017年、フィリピンのプレミア・バレーボール・リーグのイリガ・オラゴンズでプレー。チームメイトには吉岡みなみがいた。
2024年、古巣である東京サンビームズのコーチに就任した。シーズン終了後退任。

## 人物
- 名前の「紗麻亜」の由来は夏生まれであることから。そのため、本人は読みの表記を「Summer」としている[4]。
- 趣味は韓流ドラマ鑑賞。

## 所属チーム
- 八王子実践高校
- 日本女子体育大学
- GSSサンビームズ（2006-2010年）
- イリガ・オラゴンズ（英語版）（2017年）

## 受賞歴
- JBAツアー2011 新人賞